# Dorme
Dorme è un film del 1995 diretto da Eros Puglielli. 
Girato e montato tra il 1993 e i 1994 e inizialmente distribuito in maniera amatoriale, nel 1995 è stato presentato in concorso al Bellaria Film Festival. Dopo essere stato acquistato da Indigo Film nel 1999, nel 2000 viene distribuito da Lucky Red nelle sale di prima visione. Nel 2012 viene nuovamente distribuito in sala da Distribuzione indipendente.

## Trama
Roma. Anna lascia Ruggero perché lo ritiene troppo basso. Disperato, Ruggero le telefona continuamente, ma non riesce mai a parlarle. Vuole andarla a trovare nel quartiere popolare dove vive, ma lì deve vedersela col bullo locale, uno psicopatico convinto di essere due persone che si fa chiamare "fratelli Riccio" e che, per giunta, si è fidanzato con Anna. Per Ruggero sembra tutto perduto, ma l'amico Michele gli somministra una pasticca misteriosa e Ruggero si trasforma in Mazinga. Ruggero, pieno di un'inedita fiducia in se stesso, affronta i fratelli Riccio, ma la situazione si rivela essere solo un sogno. E l'amata Anna non è mai esistita.